# Chlodwig Ullersperger
Franz Xaver Chlodwig Ullersperger (* 18. Dezember 1876 in Straßburg; † 15. März 1944 in Wilzhofen bei Weilheim in Oberbayern) war ein deutscher Verwaltungsbeamter.

## Leben
Chlodwig Ullersperger studierte an der Kaiser-Wilhelms-Universität. 1894 wurde er Mitglied des Corps Suevia Straßburg. Nach dem Studium und der Promotion trat er in den Verwaltungsdienst des Reichslands Elsaß-Lothringen. Bis 1910 war er Regierungsrat in Colmar. 1910–1918 war er Kreisdirektor des Kreises Diedenhofen-Ost. Nach dem Ersten Weltkrieg lebte er bis zu seinem Tod auf seinem Gutshof in Wilzhofen.